# رهبری سازمان
رهبری (در برخی از متون هدایت) یکی از پنج وظیفه اصلی مدیران محسوب می‌شود. رهبری یعنی هنر نفوذ بر زیردستان به نحوی که آن‌ها به‌صورت داوطلبانه و از روی رغبت فعالیت‌های از پیش تعیین‌شده‌ای را در چارچوب اهداف معینی انجام دهند. برخی از صاحب‌نظران، رهبری را یکی از وظایف مدیران قلمداد می‌کنند درحالی‌که در مقابل، برخی، رهبری را بسیار فراتر از مدیریت می‌دانند و معتقدند که رهبران سازمان‌ها الزاماً مدیران سازمان‌ها نیستند. فرایندی که مدیریت می‌کوشد با ایجاد انگیزه و ارتباطی مؤثر انجام سایر وظایف خود را در تحقق اهداف سازمانی تسهیل و کارکنان را از روی میل و علاقه به انجام وظایفشان ترغیب کند؛ بنابراین رهبری جزئی از مدیریت است و این وظیفه مانند برنامه‌ریزی، سازماندهی و کنترل نیز از وظایف مدیر است.
مهمترین نکته در رهبری نفوذ و اثرگذاری است. اصولاً قدرت عبارت است از توانایی اعمال نفوذ بر دیگران و نفوذ عبارت از اعمالی است که مستقیم یا غیر مستقیم باعث تغییر در رفتار یا نظرات دیگران می‌شود. رهبری با نفوذ بر دیگران تحقق می‌یابد و نفوذ نیز از قدرت سر چشمه می‌گیرد.

## طبقه‌بندی منابع قدرت
قدرت فردی:۱-قدرت مرجعیت ۲-قدرت تخصصی

قدرت سازمانی :۱-قدرت قانونی ۲-قدرت پاداش و تنبیه

## نظریه‌های هدایت و رهبری
1. نظریه‌های خصوصیات فردی رهبری
2. نظریه‌های رفتار رهبری
3. نظریه‌های موقعیتی و اقتضایی

## تعریف
رهبری در یک سازمان، نقشی است که وظیفه آن عبارت است از:
1. تبیین کردن چشم‌انداز سازمان
2. به اشتراک گذاشتن آن به نحوی که افراد مشتاقانه برای رسیدن به آن مشارکت کنند
3. فراهم کردن اطلاعات، دانش و متدهای مورد نیاز برای دسترسی به آن
4. ایجاد تعادل بین منافع متعارض ذی‌نفعان سازمان

برخی از صاحب‌نظران، رهبری را ارتباط بین گروهی از افراد می‌دانند که طی آن، یک نفر می‌کوشد دیگران را به سمت هدف مشخصی سوق دهد. همچنین به عبارت ساده‌تر می‌توان رهبری را فرایندی تعریف کرد که طی آن مدیریت سازمان می‌کوشد تا با ایجاد انگیزه و ارتباط مؤثر، کارکنان را از روی علاقه و میل به انجام وظایف سازمانی ترغیب کنند و رسیدن به اهداف سازمانی را تسهیل نمایند.
در عین حال، صاحب‌نظران معتقدند که رهبران، پیشاپیش گروه می‌ایستند و با استفاده از حداکثر توانایی‌های خود، به گروه کمک می‌کنند که به اهداف مورد نظر دست یابند.

## سبک‌های رهبری
در ادبیات مدیریت، سبک‌های مختلفی از رهبری شناخته و تعریف شده‌است. نکته قابل توجهی که در بررسی این سبک‌ها وجود دارد این است که نمی‌توان سبک خاصی را برای همه سازمان‌ها ایدئال شمرد یا تجویز کرد. انتخاب یا شکل‌گیری سبک رهبری در یک سازمان بستگی به بلوغ سازمانی و ماهیت کسب و کار سازمان دارد.

### سبک‌های مبتنی بر استفاده از اقتدار
برخی از طبقه‌بندی‌ها، رهبران و سبک‌های رهبری را بر اساس میزان استفاده از اقتدار طبقه‌بندی می‌نمایند. بر این اساس در یک سوی طیف، رهبران مستبد قرار دارند که فرمان می‌دهند و اطاعت می‌خواهند. آن‌ها این کار را بر اساس توانایی پاداش دادن و تنبیه کردن افراد خود انجام می‌دهند. در سوی دیگر طیف، رهبرانی هستند که از قدرت خود خیلی کم استفاده می‌کنند و به زیردستان خود درجه بالایی از استقلال می‌دهد. سبک بینابینی نیز رهبری مردم‌سالار است که برای تصمیم‌گیری، با زیردستان خود مشورت می‌کند و در نهایت تصمیم‌گیری می‌نماید. در عین حال سبک‌های میانه دیگری نیز وجود دارند که از جمله می‌توان به رهبری مستبد خیرخواه و رهبری حامی اشاره کرد.

### سیستم‌های مدیریت لیکرت
بر اساس مطالعاتی که در دانشگاه میشیگان صورت گرفت، چهار سیستم مدیریت شناسایی شده‌است. این سیستم‌ها دارای شباهت به سبک‌های مدیریت مبتنی بر استفاده از اقتدار هستند. بر این اساس، چهار سیستم رهبری در سازمان‌ها وجود دارد: مدیریت استثماری-استبدادی، مدیریت خیرخواهانه-استبدادی، مدیریت مشاوره‌ای و سیستم مشارکت گروهی.

### شبکه مدیریت

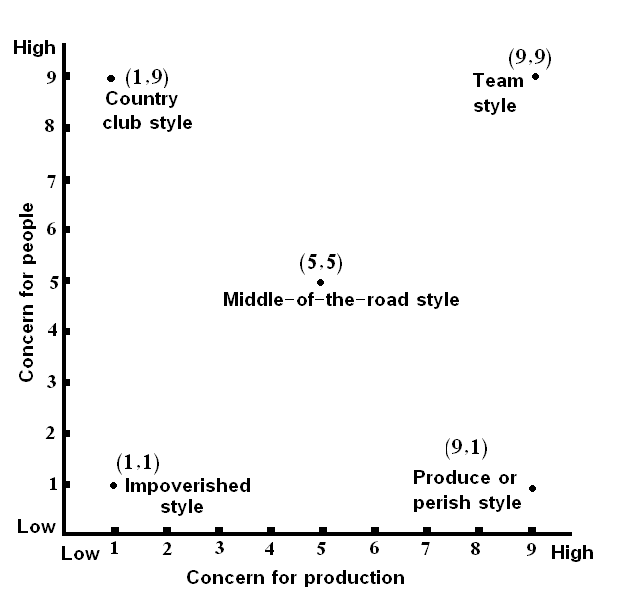
شبکه مدیریت

رویکرد شبکه مدیریت برای شناسایی سبک‌های مدیریت، به‌وسیله رابرت بلیک و جین موتون مطرح شده‌است. این مدل شامل دو محور ۹خانه‌ای عمود می‌باشد که محور عمودی نشان‌دهنده توجه به افراد و محور افقی نشان‌دهنده توجه به تولید است. حرکت در محورها به سمت راست و بالا نشان‌دهنده افزایش توجه رهبر است. بر این اساس چهار سبک افراطی رهبری در چهار گوشه محور شناسایی می‌شود:
1. خانه ۹ و ۹: مدیران توجه بسیار زیادی به تولید و افراد دارند. آن‌ها مدیران گروهی هستند و قادرند نیازهای افراد و اهداف سازمان را با یکدیگر هم‌راستا سازند.
2. خانه ۹ و ۱: مدیران در این حالت توجه کمی به تولید دارند و فقط به افراد توجه می‌کنند. مدیران در این حالت توفیق چندانی در دستیابی به اهداف مؤسسه ندارند.
3. خانه ۱ و ۹: مدیران توجه کمی به افراد دارند و توجه اصلی آن‌ها معطوف به تولید است. مدیران این مجموعه در زمره مدیران مستبد قرار دارند.
4. خانه ۱ و ۱: مدیران توجه کمی به تولید و افراد دارند. مدیران این مجموعه بیشتر در نقش یک اطلاع‌رسان، پیغام‌ها را از بالادست به پایین‌دست می‌رسانند.

در عین حال، در سبک مدیریتی خانه ۵ و ۵، مدیران توجه میانه‌ای به تولید و افراد دارند. در این حالت هدف‌ها خیلی بالا تعریف نمی‌شوند و احتمالاً گرایشی خیرخواهی و مستبدانه دربارهٔ افراد دارند.

### رویکرد مسیر-هدف
بر اساس این رویکرد، کارآمدترین رهبران کسانی هستند که به زیردستان کمک می‌کنند تا هم به هدف‌های سازمان و هم به هدف‌های خصوصی دست بیابند. آن‌ها شفافیت لازم را در تعریف پست‌ها و سمت‌های سازمانی به‌وجود می‌آورند و به افراد گروه برای تعیین اهداف کمک می‌کنند. آن‌ها در عین حال موانع پیش رو را برای دستیابی به اهداف از بین می‌برند.